# Emanuel Minos
Emanuel Minos (ur. 11 czerwca 1925 w Luvungi, zm. 15 listopada 2014 w Oslo) – norweski teolog i kaznodzieja związany z ruchem zielonoświątkowym.

## Biografia
Jego ojciec był Grekiem, a matka była pochodzenia egipskiego. Został adoptowany jako czterolatek przez norweską rodzinę misjonarzy pracujących w ówczesnym Kongu Belgijskim i przybył do Norwegii w 1930 roku, jako jedno z pierwszych dzieci adopcyjnych w kraju, spoza regionu nordyckiego. Minos twierdził, że doświadczył nowonarodzenia jako czterolatek i zaczął głosić w Dals-Ed w Szwecji, w wieku pięciu lat, a w wieku 7 lat przeczytał całą Biblię.
Minos od 1958 roku studiował archeologię i teologię w Regent's Park College na Oksfordzie. Doktorat teologiczny otrzymał w Clarksville School of Theology, w Tennessee (USA).
Przez całe życie był aktywnym kaznodzieją, szczególnie w ruchu zielonoświątkowym. Pracował zwłaszcza w Norwegii i Szwecji. Został nazwany „Billy Grahamem z Północy”. Głosił pokutę i zbawienie, dodając jednocześnie wymiar proroczy i będąc bardzo silnym przyjacielem Izraela. Dużo mówił o życiu w czasach ostatecznych, a jego głównym przesłaniem było to, że Jezus przyjdzie ponownie.
Znany jest na świecie z proroctwa które podarowała mu staruszka z Valdres, w 1968 roku. Staruszka miała m.in. przepowiadać trzecią wojnę światową i poprzedzające ją długotrwały pokój między mocarstwami, upadek moralności w świecie zachodnim i ogromny napływ imigrantów z biednych krajów.
W 1995 roku został odznaczony przez króla Szwecji – Orderem Gwiazdy Polarnej „za jego chrześcijańskie, kulturalne i społeczne zaangażowanie w Szwecji”. W 2012 roku otrzymał stypendium od szwedzkiej fundacji „Fundusz Ewangelisty”.
Książka Emanuela Minosa „Det har ringt for tredje gang”, która ukazała się w 2009 roku, sprzedała się w liczbie 15 tys. egzemplarzy, a wydawca postanowił wydrukować nowe wydanie. Na warunki norweskie stała się bestsellerem.
Zmarł w 2014 roku, w wieku 89 lat, na zapalenie płuc. W momencie śmierci miał przy sobie żonę i troje dzieci.